# Йеменское государство Заиди
Касимидское государство (араб. الدولة القاسمية), также известное как Зейдитский имамат или государство Заиди — арабское государство в регионе Большого Йемена, основанное имамом аль-Мансуром аль-Касимом в 1597 году и просуществовавшее до 1849 года.

## Политическая структура
Политическое устройство Касимидского государства представляло собой теократическую монархию, где имам совмещал религиозную и политическую власть. Наследование власти было нечетким, что вызывало конфликты внутри династии. Имамы управляли с помощью совещательных советов, состоящих из племенных вождей и религиозных лидеров.

## История
Имамат был основан аль-Мансуром аль-Касимом в 1597 году. К 1608 году он установил контроль над горными районами Йемена и заключил 10-летнее перемирие с Османской империей. Его сын, Аль-Муайяд Мухаммад, стал преемником в 1620 году, и в 1627 году изгнал османов из Адена и Лахеджа. В 1634 году он захватил Забид, после чего османы вывели гарнизон из Мохи. В 1632 году Аль-Муайяд Мухаммад организовал экспедицию в Мекку, которая обернулась полным провалом арабов. К 1636 году заидиты полностью изгнали османов из Йемена.
При Аль-Мутаваккиле Исмаиле (1644–1681) и его преемнике Аль-Махди Ахмаде (1676–1681) имамат достиг пика могущества, распространив свое влияние от Асира до Дофара. После смерти Аль-Махди Ахмада начались внутренние конфликты, а в 1689 году Аль-Махди Мухаммад II пришёл к власти после борьбы. При Мухаммеде II аль-Муайяд начались внутренние конфликты за власть. Несмотря на то, что Мухаммед II был праведным и мирным правителем, династия погрузилась в хаос после его смерти.
С началос XVIII века для Заидитского государства наступила эпоха упадка.
К 1728 году султан Лахеджа провозгласил независимость, образовав Султанат Лахедж. К 1740 году Лахедж стал полностью независимым. Заидитское государство постепенно ослабло, и сдали прибрежные территории османам в 1803 году. Над побережьем был временно востановлен контроль 1818 году, но новое османское вторжение в 1833 году вновь привело к их утрате. После 1849 года начались частые смены власти и политический хаос. В результате чего и перестало существовать полностью.

## Экономика
Страна сохраняла монополию на кофе до середины XVIII века, пока европейцы не начали выращивать его в своих колониях.

## Месторасположение
Страна располагалась на юге Аравийского полуострова. Омывалось водами Красного и Аравийского морей Индийского океана.